# ソマリア沖海賊の対策部隊派遣

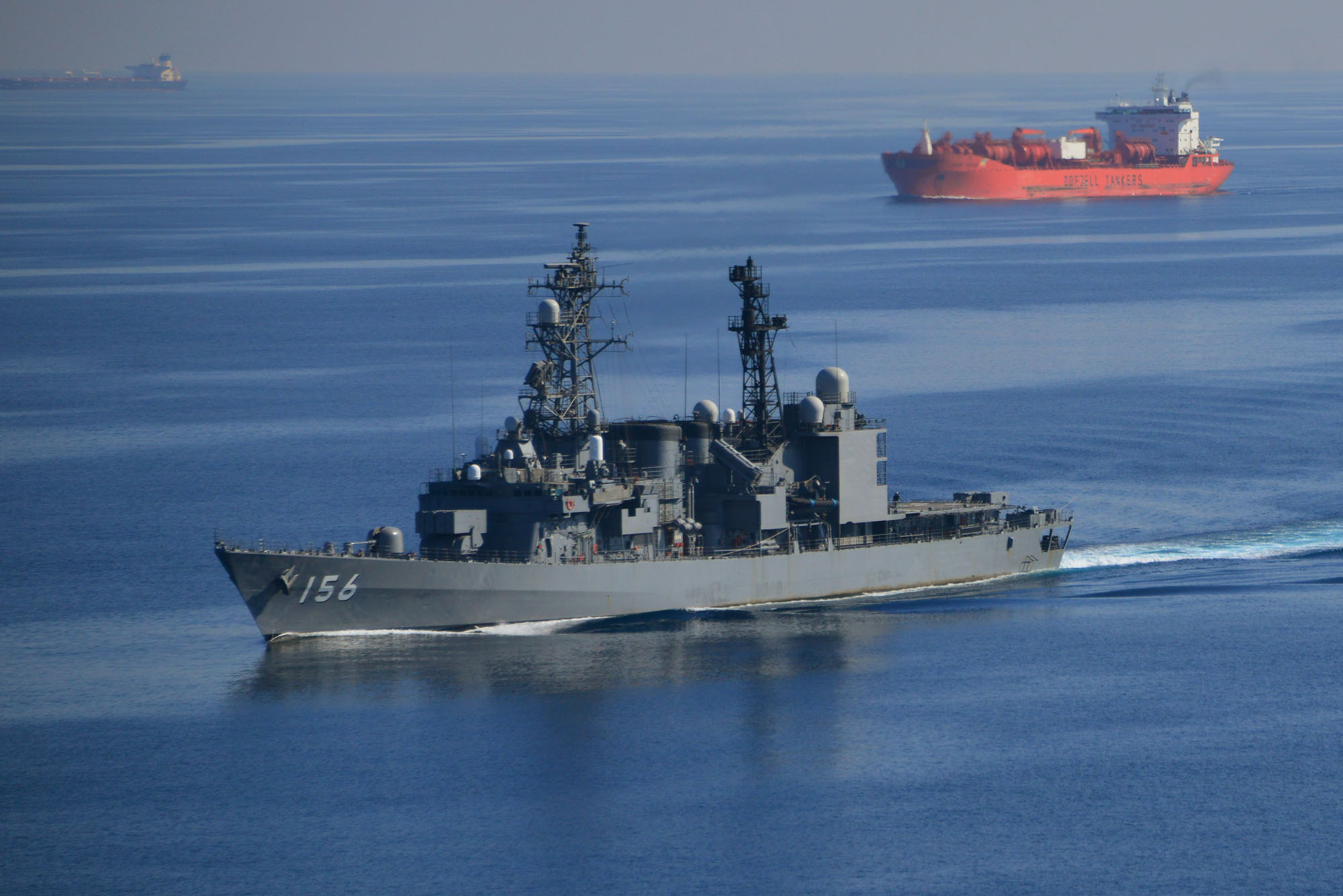
ソマリア沖にて商船直接護衛を行うDSPE部隊の護衛艦「せとぎり」

ソマリア沖海賊の対処活動（ソマリアおきかいぞくたいしょかつどう、Deployment Surface Force Counter Piracy Enforcement, DSPE）は、ソマリア沖やアデン湾で活動するソマリア沖の海賊の海賊行為から付近を航行する船舶を護衛する目的で行われる自衛隊海外派遣である。海上保安官を同乗させた海上自衛隊の護衛艦が派遣海賊対処行動水上部隊として洋上で船舶を護衛し、P-3C哨戒機が派遣海賊対処行動航空隊として空から海域を監視する。派遣海賊対処行動航空隊は陸上自衛隊との統合任務部隊であり、陸上自衛隊はP-3Cを運用するためにジブチに設置された基地において警護と基地管理を担う。また航空自衛隊が物資と人員輸送のためジブチに部隊を派遣している。

## 概要
2007年ごろからソマリア沖やアデン湾にて海賊行為が頻発していた。
2008年9月25日にウクライナの貨物船「ファイナ」号が襲撃された。この船には戦車を含む武器が多数積載されており、荷物の行き先がダルフール紛争の続くスーダンであったため、単なる海賊事件ではなく安全保障上の事態として重大視したアメリカ合衆国、EU、ロシアはこのファイナ号事件を境に対策を強化する。
この流れを受けて日本政府も海上自衛隊のソマリア沖への派遣を検討し始め、2009年3月13日、ソマリア沖・アデン湾における海賊行為対処のための海上警備行動を発令した。翌3月14日、海上自衛隊の護衛艦2隻をソマリアに向けて出航させた。
2009年6月19日に海賊行為の処罰及び海賊行為への対処に関する法律（海賊対処法）が成立したので、新法施行の7月24日以降派遣部隊は護衛活動の根拠法を自衛隊法等に定められた海上警備行動から海賊対処法に切り替えて当該海域で警備を行っている。
ソマリア沖の海賊に対処する多国籍部隊としては第151合同任務部隊（CTF151）が編制されており、2013年12月以降は、自衛隊は派遣水上部隊のうち護衛艦1隻をCTF-151に編入させ、2014年2月以降は派遣航空隊もCTF-151に編入させて警備している。また、2015年5月31日には、第7次派遣海賊対処行動水上部隊指揮官を務めた海上自衛隊の伊藤弘海将補がCTF-151司令官に着任した。自衛官が訓練でない実際の多国籍部隊の司令官に着任するのは初となった。

## 活動内容

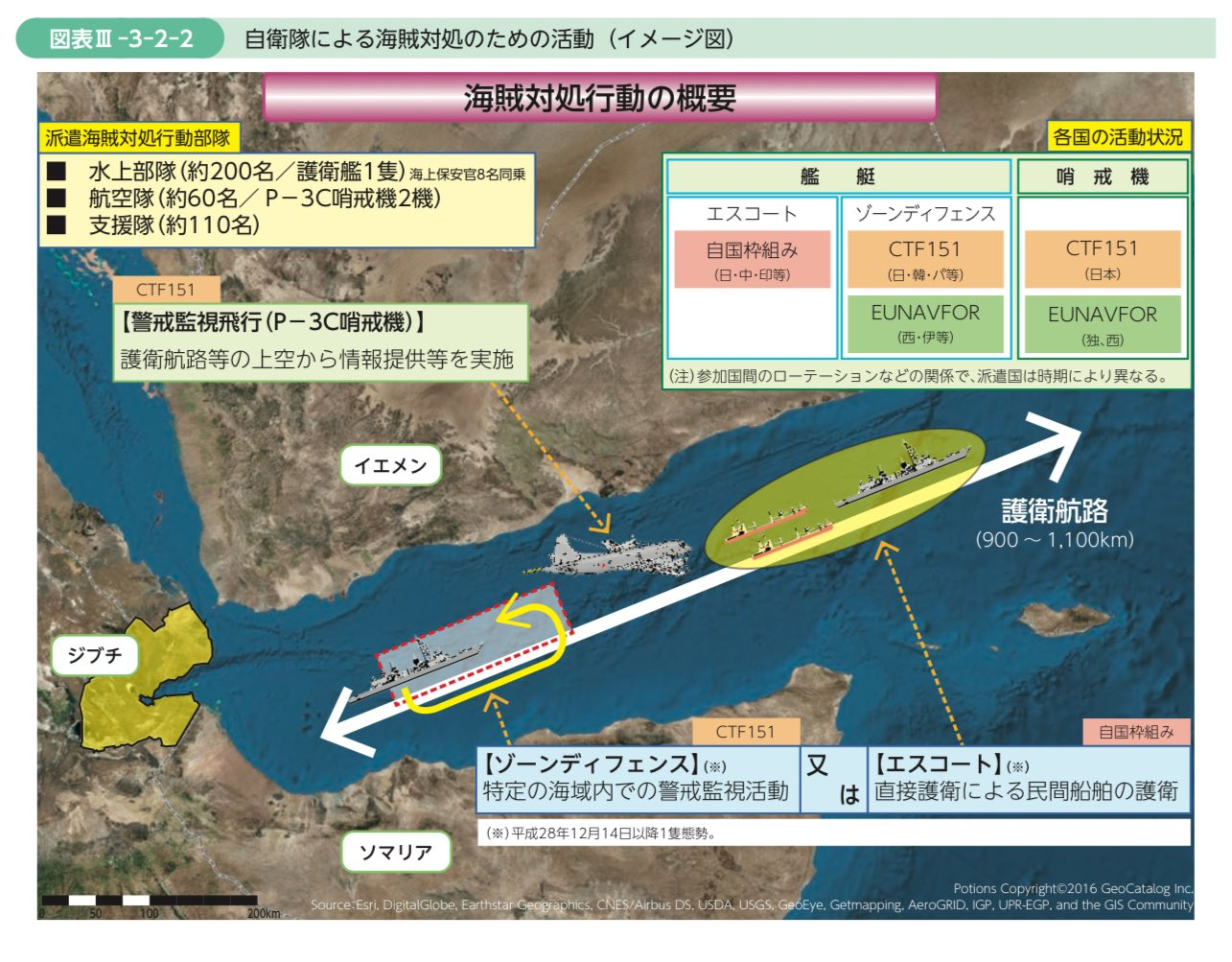
海賊対処行動の概要

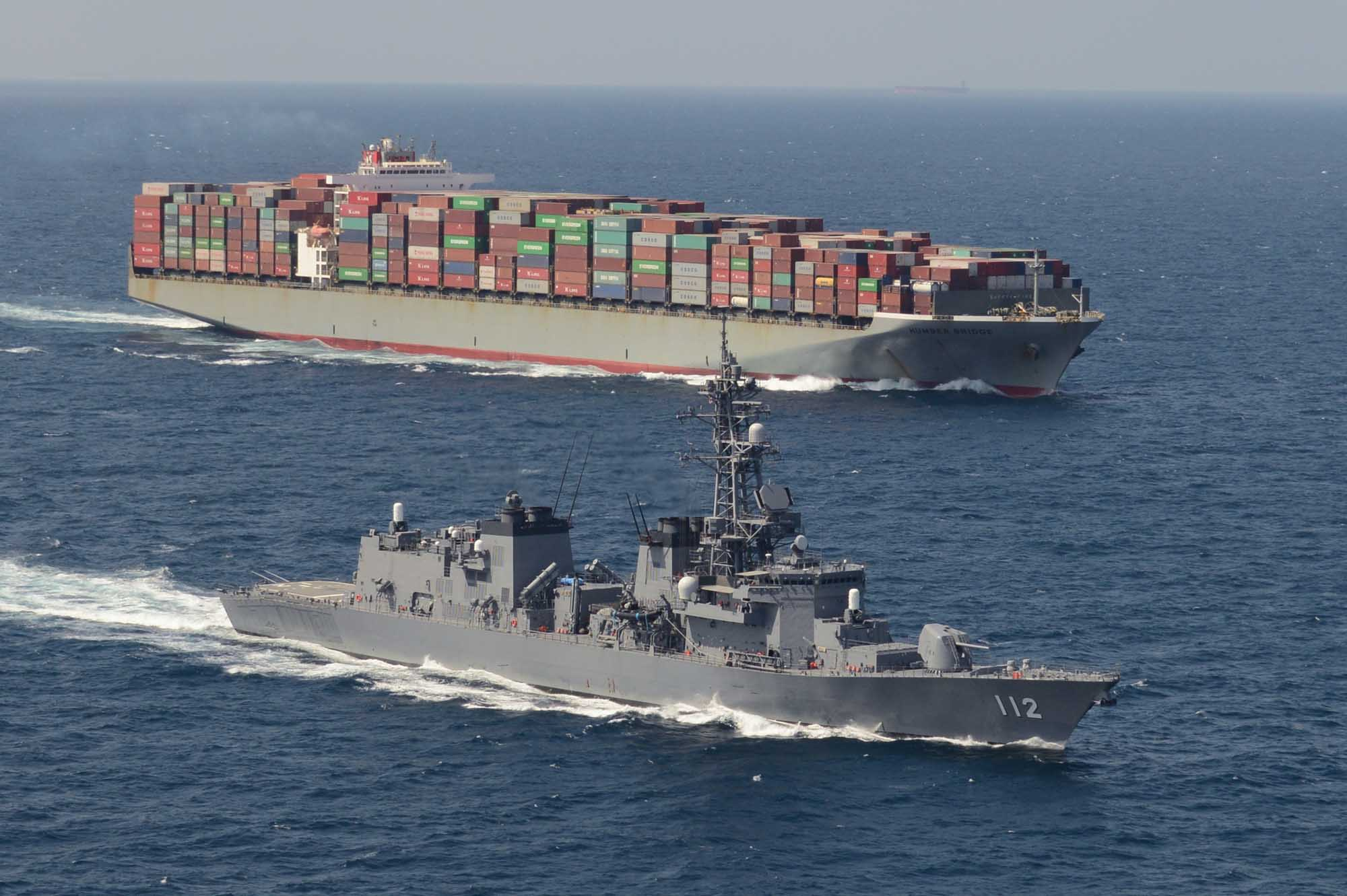
2016年1月、インド洋に川崎汽船が運航したコンテナ船ハンバー・ブリッジ護航中の護衛艦まきなみ（DD-112）。

アデン湾を航行する船舶に船団をつくらせ、護衛艦がこれを護送するエスコート方式で警備を行う。護衛艦が搭載する哨戒ヘリコプターは周辺空域を警戒し、至近の船舶から救援要請があれば現場に急行する。2013年12月までは、2隻の護衛艦が船団の前後について護送していたが、2013年12月以降は、護衛艦1隻を第151合同任務部隊に参加させ、より広域の海域で警戒監視を行ういわゆるゾーンディフェンス方式でも警備を行う。2機のP-3C哨戒機は固定翼機の特性を生かして広域にわたる警戒監視を実施する。
その後、26次隊（2016年11月）から護衛艦1隻のみ派遣となり、第151合同任務部隊に編入の上、各国軍艦と共同・分担しエスコート護衛、ゾーンディフェンス等を実施している。
派遣当初は、「海賊対処法」が成立していない段階での海上警備行動を根拠とした警備であったため、護衛対象は日本人の生命と財産に関わる、「日本船籍の船」、「外国船籍のうち日本人の乗組員の存在する船」、「外国船籍のうち日本の運行管理者が運行している船」、「外国船籍のうち日本の貨物を輸送している船」に限られていた。護衛する船舶の海運事業者や船舶管理会社との日程などの調整は国土交通省の海賊対策連絡調整室が当たる。
また、海上警備行動下での武器使用は「警察官職務執行法第7条」「海上保安庁法第20条」を準用するため、派遣当初の海上自衛官には警察官と同じ武器使用基準しか認められず、海賊への危害射撃で違法性阻却事由になりえるのは、正当防衛、緊急避難、重大犯罪（懲役3年以上）容疑者の抵抗・逃亡時などに限られており、海賊が船を乗っとる前（重大犯罪を犯していない段階）に船体威嚇射撃をして海賊に危害を加えた場合、海上自衛官らが罪に問われる可能性もあった。このため政府は、派遣部隊が行う海賊船への射撃を、正当防衛と緊急避難時のみに限定して許可していた。
上記のような制限を撤廃するため国会で「海賊対処法」の審議が進められ、2009年6月19日に成立した。これにより、危害射撃時の違法性阻却事由が明定されたため、派遣部隊は、停船命令を無視した海賊船が護衛対象船舶へ接近した段階で船体射撃ができるようになり、護衛対象船舶の船籍や乗組員の国籍に関わらず護衛をすることもできるようになった。
また、海上自衛官には司法警察権が与えられていないため、海賊の逮捕などの司法手続きは同乗する海上保安庁派遣捜査隊の海上保安官が行う。海上自衛隊の特別警備隊員、立入検査隊員は、警告射撃等の海賊船に対する射撃を行う。
2010年代後期ごろになると海賊行為自体が激減し、先述の活動の他にも、漁民に対する啓蒙活動や故障漁船に対する救援活動等も行うようになった。
その他、救難信号を発している民間船舶の救援実績もあり、多種多様かつ臨機応変な活動を実施している。

## 経過

### 2008年
- 6月2日 - 国際連合安全保障理事会(国連安保理)が決議1816を採択。
- 10月7日 - 国連安保理が決議1838を採択。
- 10月17日 - 諸外国と同調し海上自衛隊を派遣するために特別措置法の検討を始める[9]。
- 11月4日 - 外務省が、「海上安全保障政策室」を総合外交政策局安全保障政策課に新設[10]また安保理の場では非常任理事国として、「国際的な協力メカニズム」が設置される場合には積極的に参画していく意思を表明している。[11](→国連の対応)
- 12月2日 - 国連安保理が決議1846を採択。
- 12月16日 - 国連安保理が決議1851を採択。
- 12月23日 - 政府が、総合海洋政策本部で検討している海賊対策一般法制定までの過渡的な措置として、「海賊が日本籍船を襲撃する可能性が高い場合には、海上自衛隊の護衛艦による海上警備行動を発令する」と表明
- 2008年冬 佐藤正久参議院議員が中東・アフリカ訪問先の一つであるジブチを訪れ、現地の港湾、フランス軍・アメリカ軍基地の視察を行なう[12]。

### 2009年

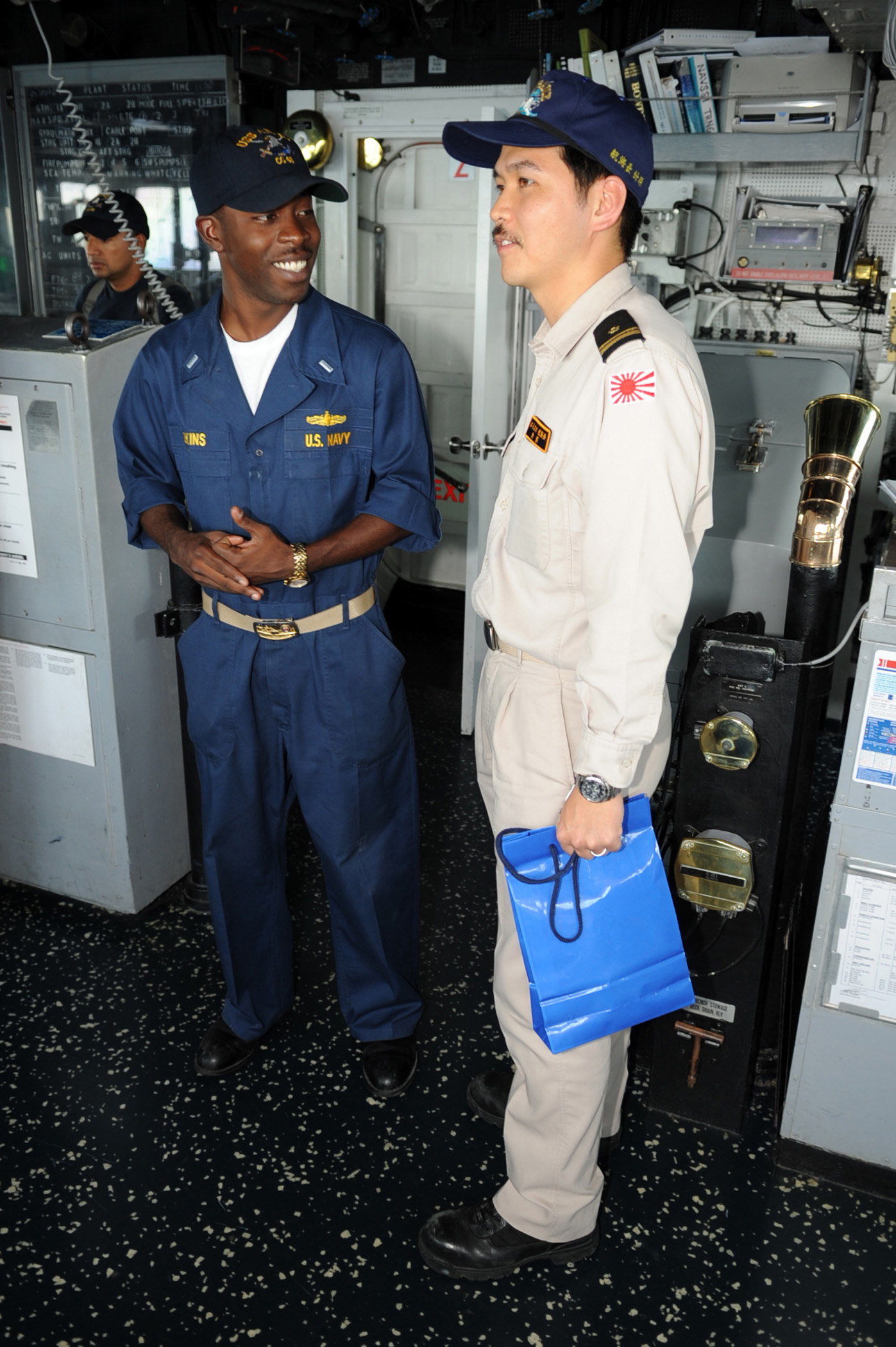
第151合同任務部隊旗艦の米海軍巡洋艦「アンツィオ」を訪問中の護衛艦「はるさめ」航海長。

- 1月12日 - 国連安保理が決議1863を採択。
- 1月15日 - 日本政府はソマリア沖海賊対策に、自衛隊法第82条の海上警備行動を発令して海上自衛隊の護衛艦を派遣する方針を固めた[13]。
- 1月28日 - 浜田靖一防衛大臣は海上自衛隊に対し派遣準備命令を発出した[14]。国土交通省は海賊対策連絡調整室を設置[15]。
- 2月8日 - 統合幕僚監部・海上幕僚監部の隊員12名と外務省職員1名からなる調査団を現地に派遣。[16]
- 2月20日 - 広島県呉港沖で海上自衛隊と海上保安庁が合同訓練を実施[17]。
- 3月9日 - 海上保安庁において派遣捜査隊（護衛艦に同乗し司法警察職務を行う海上保安官8名）の任命式が行われた[18]。
- 3月13日 - 閣議決定に基づき防衛大臣が海上警備行動を発令。同日、外務省はジブチに連絡事務所を設置することを決定[19]。
- 3月14日 - 海上警備行動の発令を受け、麻生太郎内閣総理大臣の訓示のち、第4護衛隊群第8護衛隊所属の護衛艦2隻（さみだれ、さざなみ）、人員約400名が出港[20]。
- 3月30日 - 護衛艦2隻はオマーン・サラーラ沖に到達、同日夕方から護衛活動を開始[21]。
- 4月3日 - 5月ごろを目処にジブチを拠点にしてP-3C哨戒機2機派遣することを決定[22]。ジブチ国際空港を拠点に整備担当を含め100人以上の海自部隊が駐留する予定である。地位協定が結ばれ、自衛隊員に対する刑事訴追や民事上の賠償請求などの免除を含む特権を規定している[23]。
- 4月4日 - 警護対象外の民間船舶からの連絡を受け[24]、初めて不審船舶に対してサーチライトを照射したうえで、LRADを用いた確認作業を実施する。不審船舶は現場を立ち去る[25][26]。
- 4月11日 - 船団護衛のためアデン湾の西側で待機していた護衛艦「さみだれ」が、マルタ船籍の商船から「海賊から追われている」との通報を受けた。不審な小型船に約5．4キロの地点まで近付き、大音量スピーカーで「海上自衛隊だ」と警告、小型船は離れていった[27][28]。
- 4月17日 - 哨戒機2機派遣の準備命令が発令される。また、駐機場警備の為に軽装甲機動車などの装備を含めた陸上自衛隊の派遣も検討。派遣される部隊規模は150人となる予定[29]。
- 5月15日 - 浜田防衛大臣はP-3C哨戒機2機と人員150名の派遣を命令する[30]。18日先遣隊を、28日に本隊をそれぞれ派遣し、6月上旬から任務を開始する予定。構成内容は海上自衛隊から整備補給要員など100名、これを警護する部隊50名を陸上自衛隊から出す[31][32]。翌16日には宇都宮駐屯地にて中央即応連隊を主体とする50名の派遣隊員の編成完結式がなされる。先遣隊は18日にジブチに向けて出発し、本隊は5月下旬に派遣、第一陣の派遣期間は4ヶ月間を予定[33]。
- 5月18日 - 小牧基地から陸自隊員4名と資器材を積載したC-130輸送機1機がジブチへ向けて出発する[34]。
- 5月28日 - 海上自衛隊厚木航空基地からP-3C哨戒機2機（所属は第4航空群）がジブチに向けて出発する[35][36]。
- 5月31日 - ジブチ国際空港にP-3Cが到着、歓迎セレモニーが開かれる[37]。
- 6月11日 - 派遣海賊対処航空隊が任務飛行を開始[38]。
- 6月19日 - 海賊対処法が成立。
- 6月23日 - 海賊対処法の成立に伴い、第2次派遣海賊対処水上部隊の概要が発表される。第2護衛隊群から2隻が派遣され、7月下旬から現地で活動する予定[39]。
- 6月29日 - 海上保安庁、ソマリア周辺海域派遣捜査隊の第2陣8名の任命式が行なわれる[40]。
- 7月6日 - 第2次派遣海賊対処水上部隊の「はるさめ」と「あまぎり」が横須賀、舞鶴からそれぞれ出港[41]。
- 7月24日 - 新たな根拠法となる海賊対処法の施行に伴い、防衛大臣は海賊対処法に基く対処措置を自衛隊に命令する[42]。
- 8月16日 - 第1次派遣隊が帰国する。護衛活動41回・121隻、総護衛距離約3万7000km[43]。第2次派遣隊とは7月末頃に現地海域で交代している[44]。
- 10月5日 - 第2次派遣航空隊のP-3Cが那覇基地を出発[45][46]。
- 10月6日 - 護衛艦「はまぎり」が大湊基地を出港し横須賀基地へ向かう。同月13日に「たかなみ」と共にソマリア沖へ向かう予定[47]。
- 10月12日 - 第1次派遣海賊対処航空隊が帰国。
- 10月13日 - 第3次派遣海賊対処水上部隊が出発。民主党政権下では初めての派遣となる[48]。
- 10月18日 - 政府は2010年1月に中止が予定されているインド洋での給油活動の代替案として、給油部隊を海賊対処に転用する考えがあることを示した。これ以外にも国際連合世界食糧計画が実施するソマリア向けの援助食糧輸送船舶の護衛に拡大する案も浮上している[49]。これについては7月頃に欧州連合から護衛の要請があった[50]。
- 11月2日 - 第2次派遣海賊対処行動水上部隊が全ての任務を完了[51]。
- 11月7日 - 「たかなみ」と「はまぎり」から成る第3次派遣海賊対処行動水上部隊が任務を開始[51]。
- 11月23日 - 国連の国際海事機関より、他国の部隊と共に自衛隊の海賊対処派遣部隊が「勇敢賞」を受賞した[52]。
- 11月29日 - 第2次派遣海賊対処行動水上部隊が帰国する[53]。
- 12月6日 - 折木良一統合幕僚長がジブチを訪問し、任務に当たる隊員を激励した。また、ジブチの政府関係者や関係国の軍人と面会し、意見交換を行った[54]。
- 12月9日 - 榛葉賀津也防衛副大臣がタイ、バーレーンとともにジブチを訪問し、任務に当たる隊員に訓示し、その中で「海賊の襲撃成功率は前年の約4割から約2割へと大幅に下がり、我々の活動が成功していることを証明している」と激励した[55]。

### 2010年
- 1月28日 - 第4次派遣海賊対処行動水上部隊の搭載航空機、出発式が挙行され大村航空基地の第22航空群SH-60Kが1機と隊員8名派遣[56]。
- 1月29日 - 第4次派遣海賊対処行動水上部隊「DD-111 おおなみ」が横須賀基地から出航[57]。
- 1月30日 - 第4次派遣海賊対処行動水上部隊「DD-157 さわぎり」が佐世保基地から出航[58]。
- 2月3日 - 第3次派遣海賊対処行動航空隊、八戸航空基地に所在する第2航空群のP-3C哨戒機2機と隊員100名がジブチ国際空港へ向けて出発する[59][60]。
- 3月18日 - 第3次派遣海賊対処行動水上部隊が帰国する[61]。
- 5月8日 - 第5次派遣海賊対処行動水上部隊「DD-153 ゆうぎり」が母港・大湊を出航。
- 5月10日 - 第5次派遣海賊対処行動水上部隊「DD-101 むらさめ」が横須賀基地から出航[62]。
- 6月2日 - 第4次派遣航空隊のP-3Cが鹿屋基地を出発[63]。
- 7月17日 - 海賊対処航空隊が使用する施設としてジブチ国際空港の北側に駐機場、隊舎、格納庫などの起工式がジブチ国防大臣、駐ジブチ大使、海賊対処航空隊第4次隊司令らが臨席のもとで挙行される。
- 8月26日 - 第6次派遣海賊対処行動水上部隊「DD-112 まきなみ」が佐世保から出航する。僚艦の「DD-156 せとぎり」は8月23日に大湊を出航している[64]。
- 10月6日 - 第5次派遣海賊対処行動航空隊のP-3Cが厚木基地を出発。
- 10月15日 第5次派遣海賊対処行動水上部隊「DD-101 むらさめ」と「DD-153 ゆうぎり」が帰国[65]。
- 12月1日 - 第7次派遣海賊対処行動水上部隊「DD-104 きりさめ」と「DD-103 ゆうだち」が佐世保から出航する[66]。

### 2011年
- 1月18日 - 第6次派遣海賊対処行動水上部隊が帰国する[67]。
- 1月31日 - 第6次派遣海賊対処行動航空隊が那覇基地から出発する。
- 2月9日 - 第5次派遣海賊対処行動航空隊が厚木基地に帰国する。
- 3月15日 - 第8次派遣海賊対処行動水上部隊「DD-105 いなづま」と「DD-113 さざなみ」が呉基地から出航。
- 5月9日 - 第7次派遣海賊対処行動水上部隊が帰国する。また、同派遣隊が活動間に日本関連船舶を襲撃しアメリカ海軍に拘束された海賊4人を乗艦している海上保安官に引渡し、海賊対処法を初適用し3月13日に逮捕、被疑者4人をジブチから羽田空港へ移送し東京地方検察庁に送致している[68][69]。
- 6月20日 - 第9次派遣海賊対処行動水上部隊「DD-106 さみだれ」と「DD-158 うみぎり」が呉基地から出航。
- 7月7日 - ジブチ国際空港の北側に建設していた派遣海賊対処航空隊の施設の開所式が開かれる[70]。
- 7月8日 - 「対処要項」で自衛隊の活動期限は7月23日までとなっていたが、海賊事件が未だ収束していないことを受け、活動を1年間延長することを閣議決定した[71]。
- 10月11日 - 第10次派遣海賊対処行動水上部隊の「DD-110 たかなみ」と「DD-111 おおなみ」が横須賀基地から出航する。

### 2012年
- 1月1日 - 海上自衛隊が、P-3Cの任務飛行600回を達成した[72]。
- 1月21日 - 第11次派遣海賊対処行動水上部隊の「DD-101 むらさめ」と「DD-102 はるさめ」が横須賀から出港。横須賀基地では出港式典が行われた[73]。
- 4月20日 - アタランタ作戦を実施している欧州連合海軍部隊副司令官ライナー・エンドレス独海軍少将（Rainer Endres）一行が派遣航空部隊の施設を訪問する[74]。
- 5月11日 - 第12次派遣海賊対処水上部隊として「DD-107 いかづち」が横須賀から、翌12日に「DD-157 さわぎり」が佐世保から出港。
- 7月1日 - 防衛省は在ジブチ日本大使館に防衛駐在官1名を派遣する方針を固める。これにより在ジブチの各国大使館付き駐在武官の情報サークルに参加し、ソマリア沖の海賊対策に関わる情報収集の業務のみならず、アフリカ大陸で資源活動を活発化させている中華人民共和国や政情不安定な中東での情報収集体制を強化させる[75]。また、同日には日中印の三カ国間の協調護衛に関する協定に基づき、三カ国協同の護衛編隊を初めて編組する[76]。
- 7月11日 - 防衛省は、海賊対策部隊の派遣期間を1年、延長することを決定した[77]。7月13日、政府の閣議で正式に決定した[78]。
- 8月31日 - 第13次派遣海賊対処水上部隊の「DD-112 まきなみ」と「DD-153 ゆうぎり」が大湊から出港する。
- 12月18日 - 第14次派遣海賊対処水上部隊の「DD-114 すずなみ」が大湊から、20日に「DD-104 きりさめ」が佐世保から出港する[79]。

### 2013年
- 4月7日 - 第15次派遣海賊対処水上部隊の「DD-155 はまぎり」が大湊から、4月9日「DD-108 あけぼの」が佐世保から出航。
- 7月9日 - 政府は閣議にて同月23日に期限が切れる海賊対策活動の1年延長を決定する。また、同年12月から派遣護衛艦2隻のうち1隻を第151合同任務部隊に参加させる方針も固めた。残る1隻は従来どおり護衛対象船舶と伴走するエスコート方式で任務を継続する[80]。
- 7月26日 - 第16次派遣海賊対処水上部隊の「DD-156 せとぎり」が大湊から、7月29日「DD-109 ありあけ」が佐世保から出航。
- 8月27日 - 安倍晋三首相は日本の首相として初めてジブチを訪問し、ゲレ大統領と会談しジブチ沿岸警備隊への巡視艇供与を検討する意向を表明、その後ジブチに駐留する自衛隊を訪問・激励した。また、8月25日にはバーレーン訪問中の際に第151合同任務部隊司令官と会談し、それまでの護衛艦2隻によるエスコート（護送船団）方式から1隻を抽出し、ゾーンディフェンス方式を実施する第151合同任務部隊に12月からの参加を決定し、P-3C哨戒機の参加も要請され実施を検討していることも表明する[81][82][83]。
- 11月9日 - 派遣海賊対処行動航空隊が警戒監視飛行回数1000回達成[84]。
- 11月13日 - 第17次派遣海賊対処水上部隊の「DD-106 さみだれ」と「DD-113 さざなみ」が呉から出港[85]。今回から、護衛艦2隻のうち1隻が第151合同任務部隊の一員として活動する[86]。
- 12月10日 - 護衛艦「DD-106 さみだれ」が第151合同任務部隊に自衛隊として初参加する[87]。

### 2014年

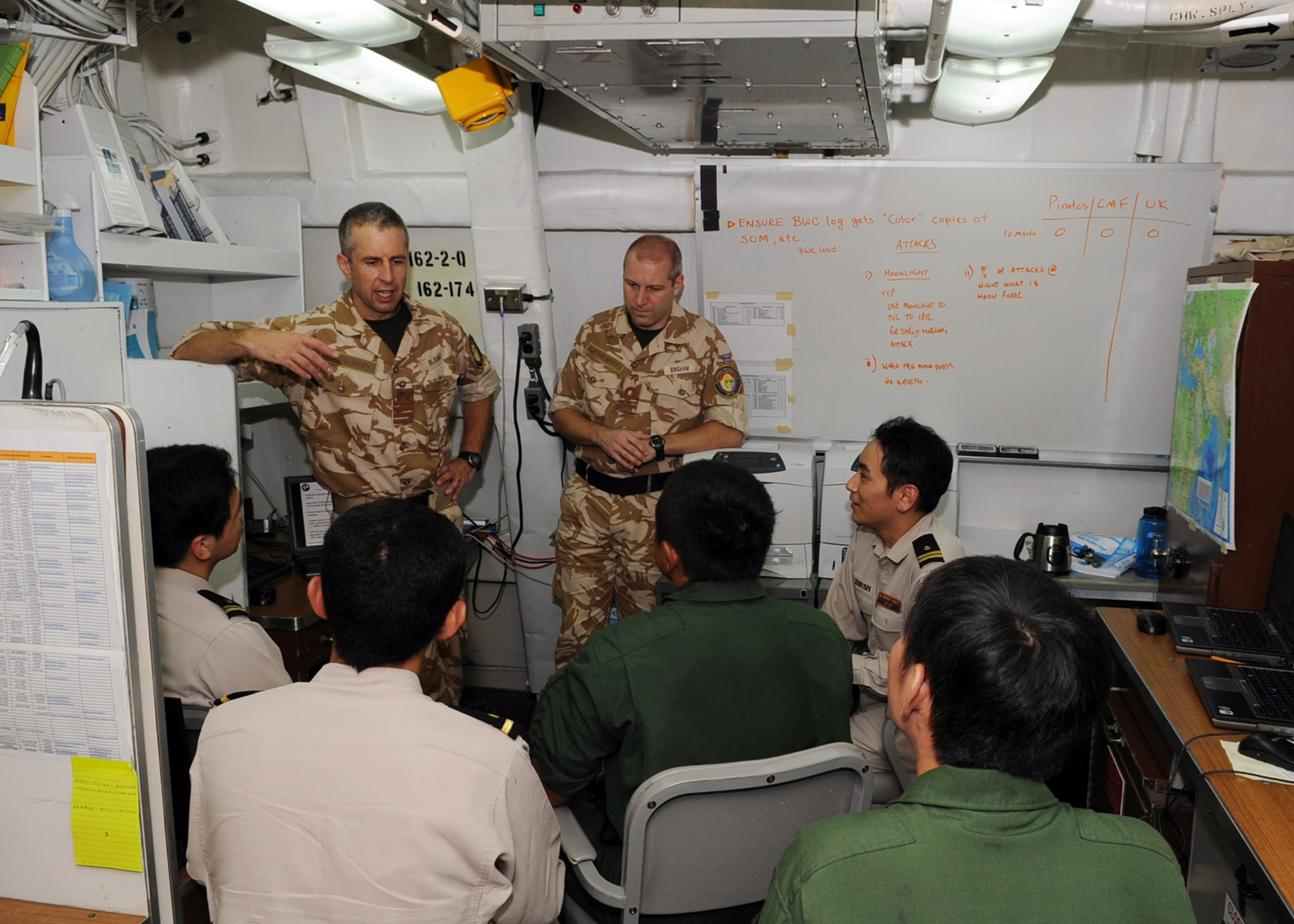
第151合同任務部隊の旗艦アンツィオを訪問し、同部隊の参謀長（イギリス海軍大佐）から訓示を受ける護衛艦「はるさめ」の自衛官（2009年撮影）。

- 3月2日 - ソマリア沖・アデン湾で多国籍艦隊「第151合同任務部隊（CTF151）」に参加し、海賊対処行動に当たっている護衛艦「さみだれ」がソマリア人ら10人が乗る漂流船の救助活動に当たった[88]。
- 3月17日 - 第18次派遣海賊対処水上部隊の「DD-105 いなづま」と「DD-158 うみぎり」が呉から出港する[89]。
- 4月23日 - 護衛艦「いなづま」は、エンジンが壊れて漂流していた船を発見、乗っていたソマリア人とエチオピア人75名を救助した[90]。
- 7月15日 - 第19次派遣海賊対処水上部隊の「DD-110 たかなみ」と「DD-111 おおなみ」が横須賀から出港する[91]
- 9月25日 -「たかなみ」及びP-3C×1機がNATO軍と共同訓練を実施。NATO軍からは、デンマーク海軍の戦闘支援艦「エスベアンスナーレ」（en:HDMS Esbern Snare (F342)）が参加。主要訓練項目は通信訓練、戦術運動、立入検査等[92]。
- 9月28日 - 第19次派遣海賊対処水上部隊（「たかなみ」「おおなみ」）が通算護衛600回達成[93]
- 10月16日 - 「たかなみ」がEU海上部隊と共同訓練を実施。EU海上部隊からはイタリア海軍の駆逐艦「アンドレア・ドーリア」が参加。主要訓練項目は通信訓練、戦術運動、立入検査訓練等[94]。
- 11月15日 - 第20次派遣海賊対処水上部隊の「DD-102 はるさめ」と「DD-154 あまぎり」が佐世保から出港する[95]
- 12月11日 - 派遣中の隊員約180名は、ジブチの活動拠点にて第47回衆議院議員総選挙の在外選挙を終えた[96]。
- 12月31日 - 12月28日に墜落したとみられるインドネシア・エアアジア8501便の機体捜索のため、任務を終えて帰国の途上にあったたかなみ、おおなみに対し、日本政府は派遣命令を出し、国際緊急援助隊に加わるよう命じた[97]

### 2015年
- 3月18日 - 第21次派遣海賊対処水上部隊の「DD-101 むらさめ」と「DD-107 いかづち」が横須賀から出港する[98]
- 5月31日 - 第7次派遣海賊対処行動水上部隊指揮官を務めた伊藤弘海将補が第151合同任務部隊司令官に着任[4]。
- 7月5日 - 第22次派遣海賊対処水上部隊の「DD-115 あきづき」と「DD-157 さわぎり」が佐世保から出港する[99]
- 10月23日 - 第23次派遣海賊対処水上部隊の「DD-114 すずなみ」と「DD-112 まきなみ」が大湊から出港する[100]

### 2016年
- 3月6日 - 第24次派遣海賊対処水上部隊の「DD-103 ゆうだち」が大湊から「DD-153 ゆうぎり」が横須賀からそれぞれ出港する[101]
- 7月10日 - 第25次派遣海賊対処水上部隊の「DD-105 いなずま」が呉から「DD-117 すずつき」が佐世保から出港する[102]
- 11月20日 - 第26次派遣海賊対処水上部隊の「DD-104 きりさめ」が佐世保から出港する[103]。海賊被害が減少している事から今次派遣部隊から1隻派遣へと縮小となった[104]。

### 2017年
- 3月9日 - 第4護衛隊群司令の福田達也海将補が第151合同任務部隊司令官に着任[105]。
- 3月11日 - 第27次派遣海賊対処水上部隊の「DD-116 てるづき」が横須賀から出港する
- 8月6日 - 第28次派遣海賊対処水上部隊の「DD-154 あまぎり」が佐世保から出港する[106]。
- 12月3日 - 第29次派遣海賊対処水上部隊の「DD-156 せとぎり」が大湊から出港する。

### 2018年
- 3月1日 - 第3護衛隊群司令の梶元大介海将補が第151合同任務部隊司令官に着任。任期は6月下旬まで[107]。
- 3月25日 - 第30次派遣海賊対処水上部隊の「DD-108 あけぼの」が佐世保から出港する。
- 8月5日 - 第31次派遣海賊対処水上部隊の「DD-107 いかづち」が横須賀から出港する。
- 12月2日 - 第32次派遣海賊対処水上部隊の「DD-106 さみだれ」が呉から出港する。

### 2019年
- 3月16日 - 第33次派遣海賊対処水上部隊の「DD-151 あさぎり」が舞鶴から出港する。
- 5月24日 - あさぎり艦長が寄港地などが分かる情報を公表前に自分のスマートフォンを使いSNSで複数回公開。情報保全義務違反に当たると判断され、服務規律違反の疑いがあるとして、艦長の佐藤吉範2等海佐を護衛艦隊司令部付とした。後任には砕氷艦（南極観測船）しらせ副長から波江野裕一2等海佐が就いた[108]。
- 6月20日 - ソマリア沖・アデン湾で、海賊対処行動に当たっている護衛艦「あさぎり」が沈没しつつあるインド船籍の貨物船から乗組員2人を救助した[109]。
- 7月28日 - 第34次派遣海賊対処行動水上部隊の「DD-113 さざなみ」が呉から出港する。
- 11月24日 - 第35次派遣海賊対処行動水上部隊の「DD-102 はるさめ」が佐世保から出港する。
- 11月26日～12月2日 - ジブチで発生した大雨、洪水被害に対応するため、防衛大臣は海賊対処部隊の一部に対し派遣行動命令を出し、浸水地域でのポンプを使った排水作業などに当たらせた[110]。12月2日に終結行動命令を発出し、活動終了[111]。

### 2020年
- 1月10日 - 中東地域における日本関係船舶の安全確保に必要な情報収集活動を、新たに編成する派遣情報収集活動水上部隊の護衛艦1隻及び海賊対処行動に従事する派遣海賊対処行動航空隊のP－3C×2機により実施する。活動期間は1月20日から同年12月26日、活動海域は、オマーン湾、アラビア海北部及びバブ・エル・マンデブ海峡東側のアデン湾の三海域の公海（沿岸国の排他的経済水域を含む。）とされた[112]。
- 1月11日 - 海自那覇航空基地で新たに中東地域で情報収集活動の任務に着手する海賊対処航空隊第38次隊（司令・稲生修一2佐、5空群基幹の海自隊員約60人）の出国行事が行われた[113]。
- 1月20日 - 海賊対処航空隊第38次隊が情報収集活動を開始した[112]。
- 2月20日 - 第3護衛隊群司令の石巻義康海将補が第151合同任務部隊司令官に就任した[114]。任期は7月16日まで。
- 4月21日 - 派遣海賊対処行動航空隊の交代については、新型コロナウイルス感染症の流行を受け、ジブチ政府が厳しい入国制限を課していることから、まずは整備の必要がある機体のみ交代させることを統合幕僚監部が発表した[115]。なお、交代機は4月24日に第2航空群所属のP－3C哨戒機×2機が 八戸航空基地を出発し、現任務機は4月29日に那覇航空基地に帰国する[115]。
- 6月18日 - 第2航空群（八戸）を基幹とした第39次派遣海賊対処行動航空隊及び陸上自衛隊中央即応連隊（宇都宮）を基幹及び海上自衛隊各部隊からなる第14次派遣海賊対処行動支援隊（第1派）が成田空港から出国し、第38次派遣海賊対処行動航空隊要員及び第13次派遣海賊対処行動支援隊（第1派）は7月9日にチャーター機により、成田空港に帰国予定[116][117]。
- 4月26日 - 第36次派遣海賊対処行動水上部隊の「DD-111 おおなみ」が横須賀から出港する。
- 9月13日 - 第37次派遣海賊対処行動水上部隊の「DD-109 ありあけ」が佐世保から出港する。
- 10月8日 - ソマリア沖・アデン湾における海賊対処の任務を終え交代を完了した第39次派遣海賊対処行動航空隊は、台風14号の影響により10月9日に予定していた帰国を同11日に遅らせると統合幕僚監部から発表された[118]。

### 2021年
- 1月31日 - 第38次派遣海賊対処行動水上部隊の「DD-156 せとぎり」が舞鶴から出港する。
- 2月12日 - 第42次派遣海賊対処行動航空隊は、2月11日を予定していた出国を悪天候のため遅らせ12日に那覇航空基地から出国した[119][120]。
- 4月8日 - 支援隊19人、航空隊2人の計21人の新型コロナウイルス感染が判明[121]。
- 6月12日 - 第39次派遣海賊対処行動水上部隊の「DD-153 ゆうぎり」が横須賀から出港する[122]。「ゆうぎり」は6月5日に横須賀地区で出国行事を実施した後、新型コロナウイルス感染症拡大の状況を踏まえ、乗組員全員に対しPCR検査を実施するとともに、5日から横須賀及び日本近海において14日間にわたり訓練等を行いつつ乗組員の健康観察を実施した上で、ソマリア沖・アデン湾に向け進出する[122]。
- 10月頃、陸自部隊司令部の情報幕僚と地域情報班長の２人が首都ジブチ市内で、中国の軍人をスマートフォンで撮影した疑いでジブチ軍の共和国警備隊により拘束され、スマホを押収された。現地の日本大使館がジブチの国防省などに抗議し釈放された。このほかにも、自衛隊員が現地当局に拘束されたり、拘束されそうになったりする事件が相次いでおり、今回のケースは拘束時間が異例の長さだった。[123]
- 10月10日 - 第40次派遣海賊対処行動水上部隊の「DD-103 ゆうだち」が大湊から出港。

### 2022年
- 1月9日 - 第41次派遣海賊対処行動水上部隊の「DD-106 さみだれ」が呉基地から出港[124]。なお、本部隊から情報収集活動の任務を併せて付与することにより、海賊対処行動と情報収集活動を兼務する[124]。
- 5月22日 - 第42次派遣海賊対処行動水上部隊の「DD-102 はるさめ」が佐世保基地から出港[125]。
- 9月17日 - 第43次派遣海賊対処行動水上部隊の「DD-117 すずつき」が佐世保基地から出港[126]。

### 2023年
- 1月22日 - 第44次派遣海賊対処行動水上部隊の「DD-112 まきなみ」が大湊から出港[127]。
- 4月 - スーダンでの武力衝突を受け、派遣されているP-3Cが20日～23日の間、「DD-112 まきなみ」が23日～28日の間、邦人等輸送の実施に備え待機した[128]。
- 6月5日 - 第45次派遣海賊対処行動水上部隊（中東地域における情報収集活動兼務））の「DD-107 いかづち」が横須賀から出港[129]。
- 9月27日 - 第46次派遣海賊対処行動水上部隊（中東地域における情報収集活動兼務））の「DD-108 あけぼの」が佐世保から出港[130]。
- 11月26日 - イギリスの会社が運航するリベリア船籍のタンカー「セントラル・パーク」がイエメン沖のアデン湾を航行していたところ、武装勢力に乗っ取られたという情報が同湾で海賊対処にあたっている海上自衛隊に寄せられた[131]。情報を受けて46次隊の護衛艦「あけぼの」とP-3C哨戒機1機が現場に向かい警戒監視や情報収集にあたったほか、アメリカ軍などに情報提供を行った[131]。その後、アメリカ海軍の駆逐艦「メイソン」が介入し、解放された[131]。この際、5人のソマリア人海賊が拘束された[132]。その際、周辺の海域に弾道ミサイルが発射されており、米軍からの情報では「あけぼの」から10海里（約18.5キロ）以上離れた海域に落下した。発射の情報を受けたあと、「あけぼの」は速度を最大近くの時速30ノット余りまで上げて現場海域から離脱した[133]。海上幕僚長の酒井良は「『あけぼの』には弾道ミサイルに対応できる装備がなく、直接弾道ミサイルが命中するおそれがあるときには対応は不可能だと思っている。イエメンが保有する弾道ミサイルの性能などをトータルで分析すると、直接命中させる性能はないとみられ、警戒をしながら現在の任務を継続する方針だ」と述べた[134][135]。

### 2024年
- 2月1日 - 第47次派遣海賊対処行動水上部隊（中東地域における情報収集活動兼務）の「DD-113 さざなみ」が呉から出港[136][137]。
- 6月3日 - 第48次派遣海賊対処行動水上部隊（中東地域における情報収集活動兼務）の「DD-106 さみだれ」が呉から出港[138][139]。
- 10月5日 - 第49次派遣海賊対処行動水上部隊（中東地域における情報収集活動兼務）の「DD-101 むらさめ」が横須賀から出港[140]。

### 2025年
- 2月2日 - 第50次派遣海賊対処行動水上部隊（中東地域における情報収集活動兼務）の「DD-119 あさひ」が佐世保から出港[141][142]
- 6月1日 - 第51次派遣海賊対処行動水上部隊（中東地域における情報収集活動兼務）の「DD-102 はるさめ」が佐世保から出港[143][144]。

※派遣部隊の詳細については歴代派遣部隊を参照。

## 派遣部隊概要

### 派遣部隊
下記の3つの部隊のほか、航空自衛隊第1輸送航空隊のC-130が空輸支援として、ジブチへの人員や器材の輸送を行なっている。

#### 派遣海賊対処行動水上部隊 (DSPE)
派遣海賊対処行動水上部隊（Deployment Surface Force Counter Piracy Enforcement, DSPE）は海上自衛隊による部隊で、護衛艦1隻（2016年11月までは2隻）およびその搭載ヘリコプターにより編成される。派遣部隊には特別警備隊から派出された人員も含まれる。また、海上保安庁の保安官8名によるソマリア周辺海域派遣捜査隊が護衛艦に同乗している。

#### 派遣海賊対処行動航空隊 (DAPE)
派遣海賊対処行動航空隊（Deployment Air force Counter Piracy Enforcement, DAPE）は海上自衛隊による部隊で、司令部、飛行隊（P-3C哨戒機2機）及び整備補給隊により編成され、ジブチ国際空港北西地区に整備された活動拠点においてアデン湾の警戒監視を行っている。

#### 派遣海賊対処行動支援隊 (DGPE)
派遣海賊対処行動支援隊（Deployment Support-Group for Counter Piracy Enforcement, DGPE）は海上自衛隊と陸上自衛隊の統合部隊であり、ジブチ国際空港北西地区に整備された活動拠点において、警備や拠点の維持管理などを行っている。
2014年7月、派遣実施計画の見直しにより、「派遣海賊対処行動航空隊（DAPE）」から業務隊、警衛隊及び警務隊が分離し新編された。
海上自衛隊から約30名、陸上自衛隊からは、軽装甲機動車などを装備する約80名が参加し、基地業務と警護を担当している。

### 任務に対する追加装備
派遣される護衛艦には以下のような装備追加が行われている。
- 12.7mm重機関銃M2搭載数増加
- 機関銃架の増設
- LRADの装備
- 装甲板の追加
- 艦橋ガラスの防弾化
- 内火艇/作業艇に代えて特別機動船（硬式ゴムボート/RHIB）2隻搭載
- 居房（いわゆる牢屋のようなもの）の設置

等が行われている。

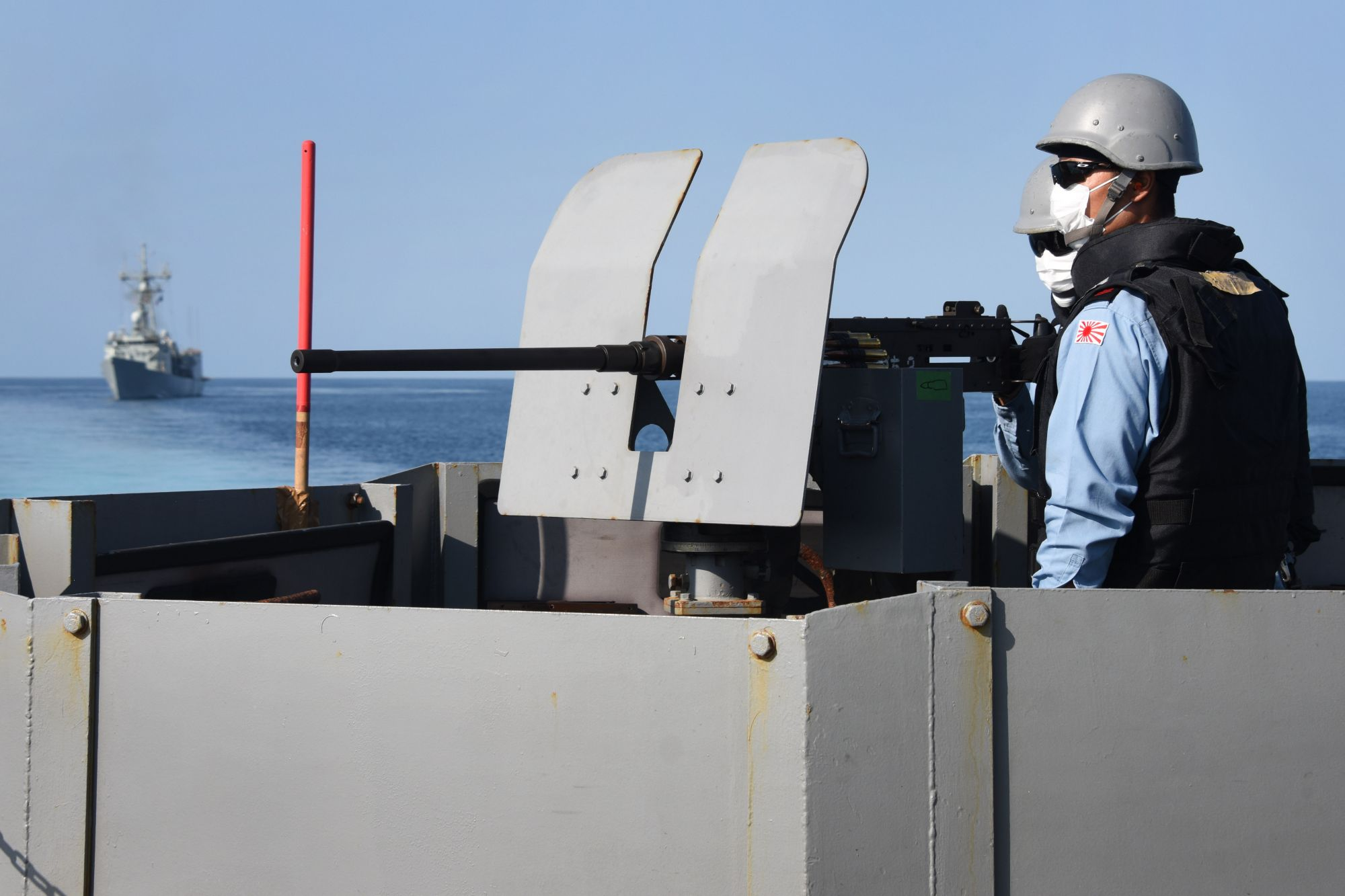
護衛艦「ゆうぎり」に装備された12.7mm機関銃
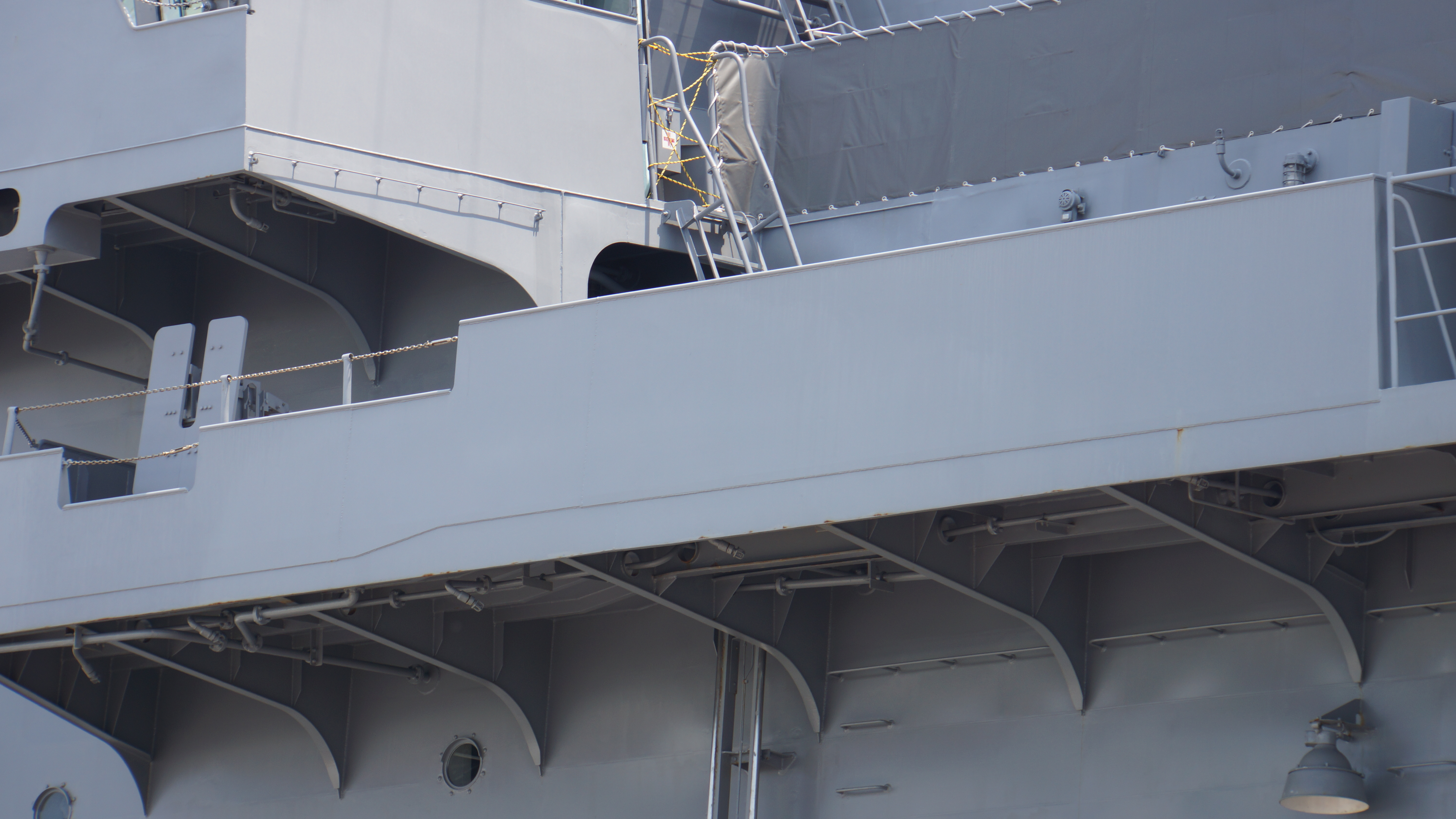
艦橋ウイング下の銃座
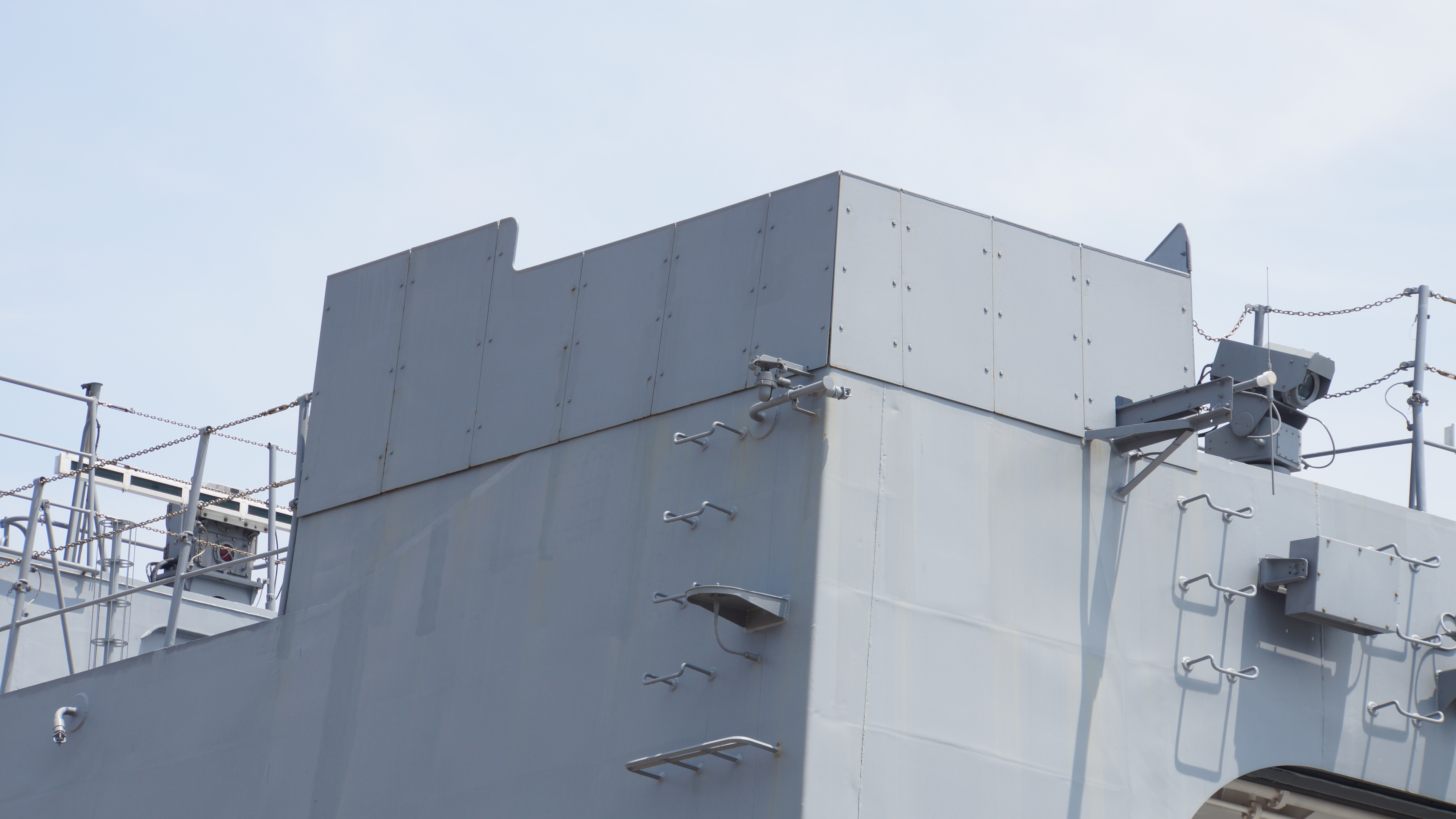
格納庫上部の銃座
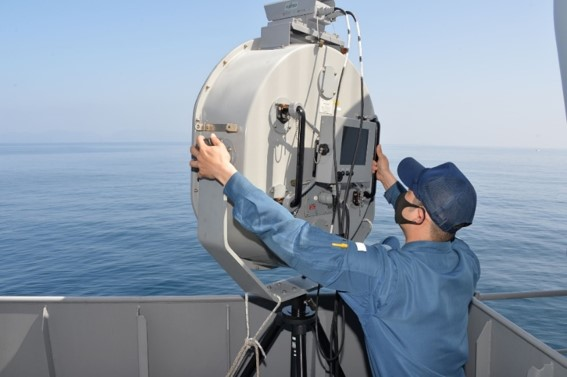
艦橋ウイングに装備されたLRAD
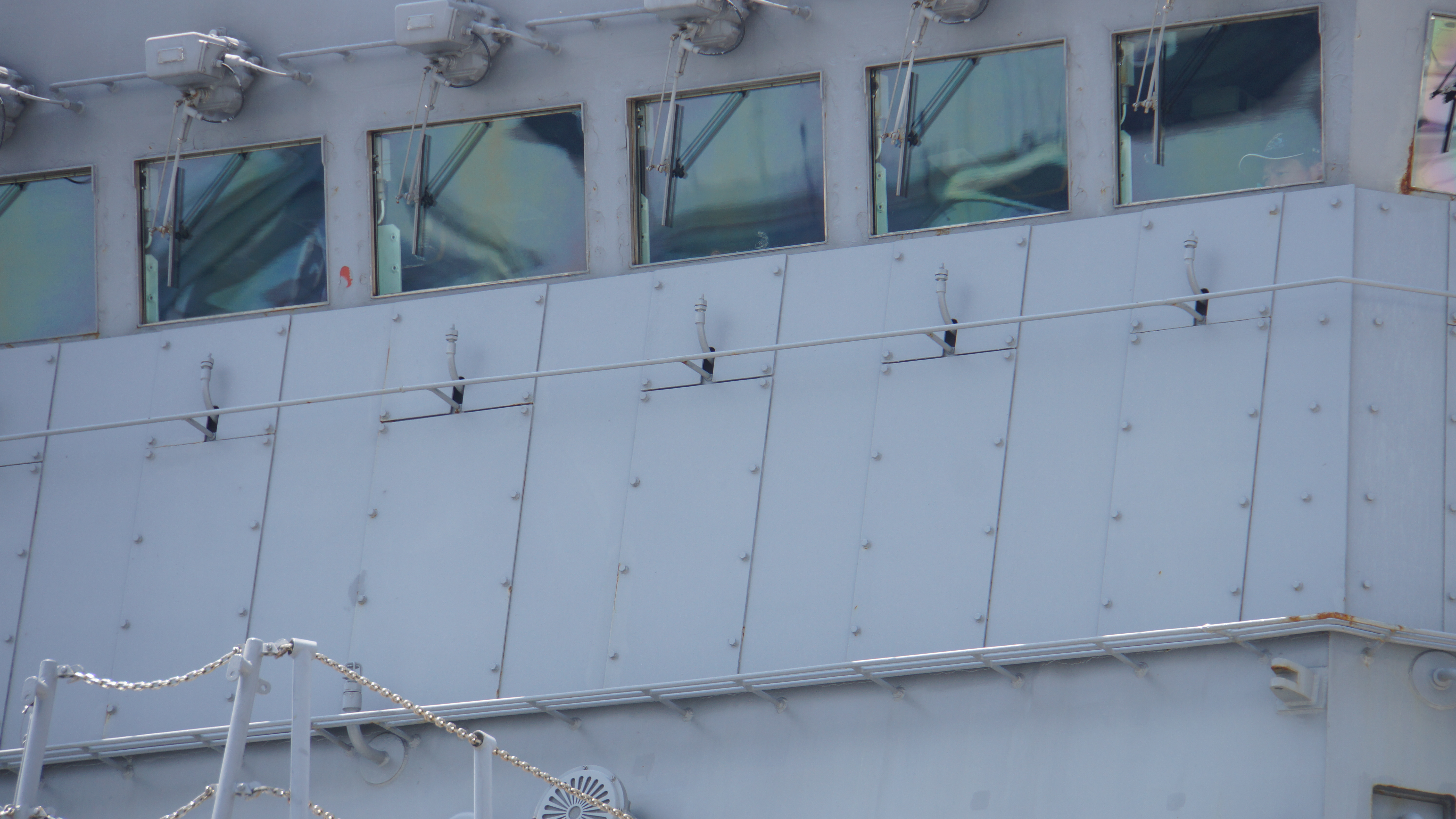
艦橋の防弾版
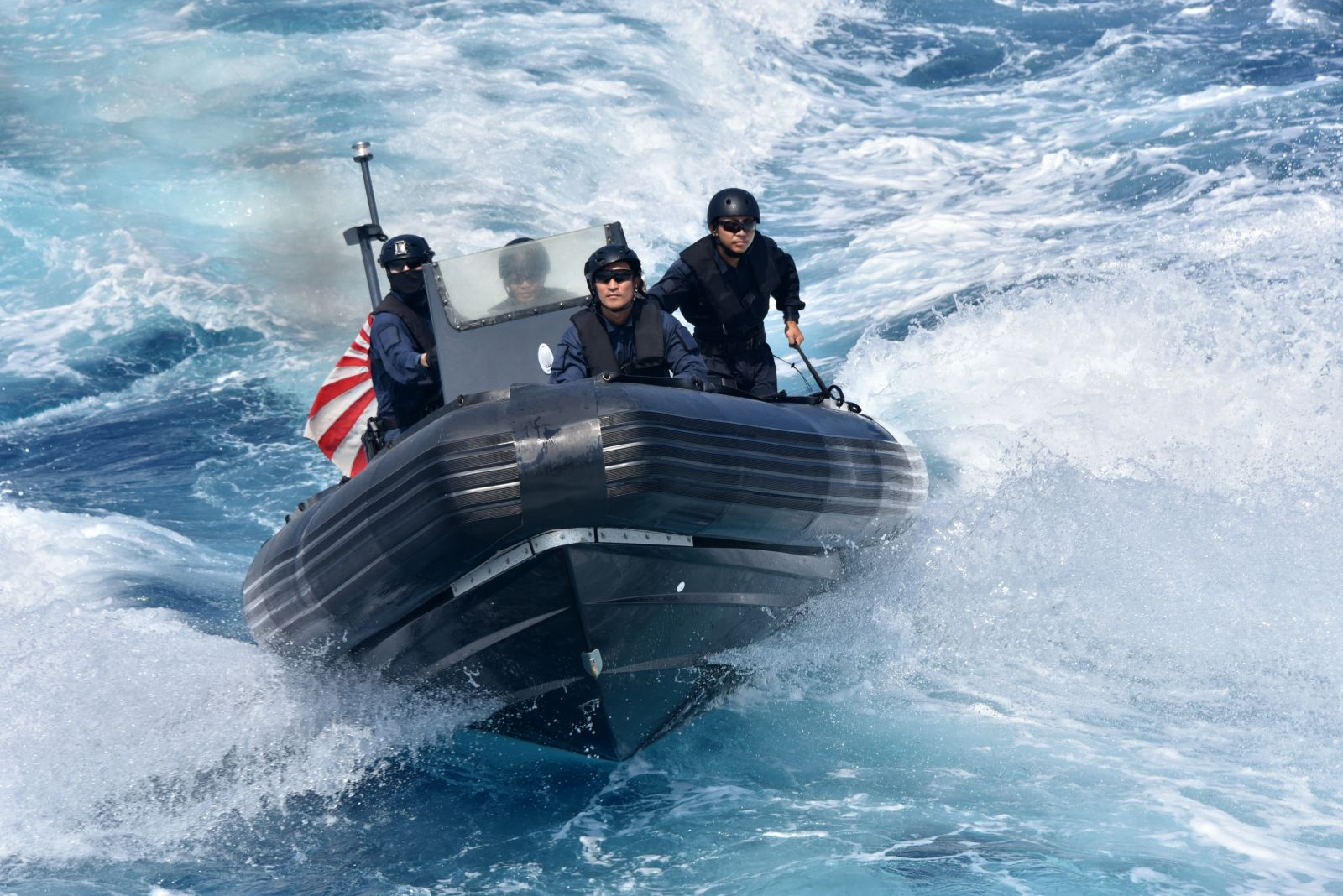
特別機動船

### 歴代派遣部隊
派遣海賊対処行動水上部隊
| 回次 | 指揮官名             | 派遣部隊              | 派遣期間                | 派遣艦艇                        | 備考 |
| ---- | -------------------- | --------------------- | ----------------------- | ------------------------------- | --- |
| 1    | 五島浩司             | 第4護衛隊群 第8護衛隊 | 2009.03.14 - 2009.08.16 | DD-113 さざなみ DD-106 さみだれ | - 派遣捜査隊隊長：竹内行広 （警備救難部国際刑事課専門官） - 哨戒ヘリコプター4機 （第22航空群第22航空隊所属機） |
| 2    | 在原政夫             | 第2護衛隊群 第2護衛隊 | 2009.07.06 - 2009.11.29 | DD-102 はるさめ DD-154 あまぎり | - 派遣捜査隊隊長：千田亨 - 哨戒ヘリコプター （第21航空群第21航空隊所属機ほか）                                 |
| 3    | 中畑康樹             | 第4護衛隊群 第4護衛隊 | 2009.10.13 - 2010.03.18 | DD-110 たかなみ DD-155 はまぎり | - 派遣捜査隊隊長：大河内克朗                                                                                   |
| 4    | 南 孝宜              | 第2護衛隊群 第6護衛隊 | 2010.01.29 - 2010.07.02 | DD-111 おおなみ DD-157 さわぎり | - 派遣捜査隊隊長：岡本顕 - 哨戒ヘリコプター （第22航空群第22航空隊所属機ほか）                                 |
| 5    | 篠村靖彦             | 第1護衛隊群 第1護衛隊 | 2010.05.10 - 2010.10.15 | DD-101 むらさめ DD-153 ゆうぎり | - 派遣捜査隊隊長：岩男勝美 - 哨戒ヘリコプター （第21航空群第21航空隊所属機）                                   |
| 6    | 三船 忍              | 第3護衛隊群 第3護衛隊 | 2010.08.23 - 2011.01.18 | DD-112 まきなみ DD-156 せとぎり | |
| 7    | 伊藤 弘              | 第3護衛隊群 第7護衛隊 | 2010.12.01 - 2011.05.09 | DD-104 きりさめ DD-103 ゆうだち | ※指揮官の伊藤弘は2015年にCTF-151司令官に就任                                                                   |
| 8    | 山本喜清 →平野晃胤   | 第4護衛隊群 第8護衛隊 | 2011.03.15 - 2011.08.11 | DD-105 いなづま DD-113 さざなみ | ※2011.6.6より身体上の理由で指揮官が交代                                                                        |
| 9    | 大判英之             | 第4護衛隊群 第4護衛隊 | 2011.06.20 - 2011.12.03 | DD-106 さみだれ DD-158 うみぎり | |
| 10   | 水間貴勝             | 第2護衛隊群 第6護衛隊 | 2011.10.11 - 2012.03.12 | DD-110 たかなみ DD-111 おおなみ | |
| 11   | 山本克也             | 第1護衛隊群 第1護衛隊 | 2012.01.21 - 2012.07.05 | DD-101 むらさめ DD-102 はるさめ | |
| 12   | 山崎浩一             | 第1護衛隊群 第5護衛隊 | 2012.05.11 - 2012.10.25 | DD-107 いかづち DD-157 さわぎり | |
| 13   | 丸澤伸二             | 第2護衛隊群 第2護衛隊 | 2012.08.31 - 2013.02.11 | DD-112 まきなみ DD-153 ゆうぎり | |
| 14   | 下 淳市              | 第3護衛隊群 第3護衛隊 | 2012.12.18 - 2013.06.10 | DD-104 きりさめ DD-114 すずなみ | |
| 15   | 岩澤 努              | 第2護衛隊群 第6護衛隊 | 2013.04.07 - 2013.09.27 | DD-155 はまぎり DD-108 あけぼの | |
| 16   | 清水博文             | 第3護衛隊群 第7護衛隊 | 2013.07.26 - 2014.01.17 | DD-109 ありあけ DD-156 せとぎり | |
| 17   | 田尻裕昭             | 第4護衛隊群 第8護衛隊 | 2013.11.13 - 2014.05.17 | DD-106 さみだれ DD-113 さざなみ | |
| 18   | 立川浩二             | 第4護衛隊群 第8護衛隊 | 2014.03.17 - 2014.09.20 | DD-105 いなづま DD-158 うみぎり | |
| 19   | 大川 努              | 第2護衛隊群 第6護衛隊 | 2014.07.15 - 2015.01.24 | DD-110 たかなみ DD-111 おおなみ | |
| 20   | 柏原正俊             | 第2護衛隊群 第2護衛隊 | 2014.11.15 - 2015.05.20 | DD-102 はるさめ DD-154 あまぎり | |
| 21   | 中筋 篤              | 第1護衛隊群 第1護衛隊 | 2015.03.18 - 2015.08.30 | DD-101 むらさめ DD-107 いかづち | |
| 22   | 豊住 太              | 第1護衛隊群 第5護衛隊 | 2015.07.05 - 2015.12.18 | DD-115 あきづき DD-157 さわぎり | |
| 23   | 吉岡 猛              | 第3護衛隊群 第3護衛隊 | 2015.10.23 - 2016.05.08 | DD-114 すずなみ DD-112 まきなみ | |
| 24   | 井上高志             | 第3護衛隊群 第7護衛隊 | 2016.03.06 - 2016.09.08 | DD-103 ゆうだち DD-153 ゆうぎり | |
| 25   | 南 厚                | 第4護衛隊群 第4護衛隊 | 2016.07.10 - 2017.01.12 | DD-105 いなづま DD-117 すずつき | |
| 26   | 小林知典             | 第4護衛隊群 第8護衛隊 | 2016.11.20 - 2017.05.28 | DD-104 きりさめ                 | |
| 27   | 近藤 匡              | 第2護衛隊群 第6護衛隊 | 2017.03.11 - 2017.10.01 | DD-116 てるづき                 | |
| 28   | 齊藤浩司             | 第2護衛隊群 第2護衛隊 | 2017.08.06 - 2018.02.11 | DD-154 あまぎり                 | |
| 29   | 森山 進              | 第3護衛隊群 第7護衛隊 | 2017.12.03 - 2018.06.03 | DD-156 せとぎり                 | |
| 30   | 中村譲介             | 第1護衛隊群 第5護衛隊 | 2018.03.25 - 2018.10.07 | DD-108 あけぼの                 | |
| 31   | 東良子               | 第1護衛隊群 第1護衛隊 | 2018.08.05 - 2019.02.09 | DD-107 いかづち                 | |
| 32   | 西山高広             | 第4護衛隊群 第4護衛隊 | 2018.12.02 - 2019.05.25 | DD-106 さみだれ                 | |
| 33   | 佐藤吉範 →波江野裕一 | 護衛艦隊 第14護衛隊   | 2019.03.16 - 2019.10.05 | DD-151 あさぎり                 | ※2019.5.24より服務規律違反の疑いにより 指揮官が交代                                                            |
| 34   | 石川将司             | 第4護衛隊群 第4護衛隊 | 2019.07.28 - 2020.01.25 | DD-113 さざなみ                 | |
| 35   | 大島輝久             | 第2護衛隊群 第2護衛隊 | 2019.11.24 - 2020.06.19 | DD-102 はるさめ                 | |
| 36   | 石寺隆彦             | 第2護衛隊群 第6護衛隊 | 2020.04.26 - 2020.11.24 | DD-111 おおなみ                 | |
| 37   | 江澤斎高             | 第1護衛隊群 第5護衛隊 | 2020.09.13 - 2021.04.13 | DD-109 ありあけ                 | |
| 38   | 佐藤伸哉             | 護衛艦隊 第14護衛隊   | 2021.01.31 - 2021.08.16 | DD-156 せとぎり                 | |
| 39   | 熊代威               | 護衛艦隊 第11護衛隊   | 2021.06.12 - 2021.12.19 | DD-153 ゆうぎり                 | |
| 40   | 涌嶋英孝             | 第3護衛隊群 第7護衛隊 | 2021.10.10 - 2022.04.11 | DD-103 ゆうだち                 | |
| 41   | 高橋秀彰             | 第4護衛隊群 第4護衛隊 | 2022.01.09 - 2022.08.10 | DD-106 さみだれ                 | ※本部隊から海賊対処行動と情報収集活動を兼務                                                                    |
| 42   | 工藤正徳             | 第2護衛隊群 第2護衛隊 | 2022.05.22 - 2022.12.04 | DD-102 はるさめ                 | |
| 43   | 飯ケ谷孝広           | 第4護衛隊群 第8護衛隊 | 2022.09.17 - 2023.04.05 | DD-117 すずつき                 | |
| 44   | 藤井健一             | 第3護衛隊群 第7護衛隊 | 2023.01.22 - 2023.08.06 | DD-112 まきなみ                 | |
| 45   | 田中宏明             | 第1護衛隊群 第1護衛隊 | 2023.06.05 - 2023.12.15 | DD-107 いかづち                 | |
| 46   | 外川久人             | 第1護衛隊群 第5護衛隊 | 2023.09.27 - 2024.04.13 | DD-108 あけぼの                 | |
| 47   | 伴昌幸               | 第4護衛隊群 第4護衛隊 | 2024.02.01 - 2024.08.09 | DD-113 さざなみ                 | |
| 48   | 古賀直樹             | 第4護衛隊群 第4護衛隊 | 2024.06.03 - 2024.12.13 | DD-106 さみだれ                 | |
| 49   | 早川正紘             | 第1護衛隊群 第1護衛隊 | 2024.10.05 - 2025.04.19 | DD-101 むらさめ                 | |
| 50   | 髙城正太             | 第2護衛隊群 第2護衛隊 | 2025.02.02 - 2025.08.02 | DD-119 あさひ                   | |
| 51   | 小澤 誠              | 第2護衛隊群 第2護衛隊 | 2025.06.01 -            | DD-102 はるさめ                 | |

派遣海賊対処行動航空隊
派遣航空隊司令（階級は特記ない限り1等海佐）
| 回次 | 指揮官名   | 哨戒機所属         | 派遣期間                | 備考                   |
| ---- | ---------- | ------------------ | ----------------------- | ---------------------- |
| 1    | 福島 博    | 第4航空群第3航空隊 | 2009.05.28 - 2009.10.12 |                        |
| 2    | 浅岡哲史   | 第5航空群第5航空隊 | 2009.10.05 - 2010.02.10 | 第5航空隊副長          |
| 3    | 清水雅彦   | 第2航空群第2航空隊 | 2010.02.03 - 2010.06.10 | 第2航空隊副長、2等海佐 |
| 4    | 木村康張   | 第1航空群第1航空隊 | 2010.06.02 - 2010.10.14 | 第1航空隊副長          |
| 5    | 大野敏明   | 第4航空群第3航空隊 | 2010.10.06 - 2011.02.09 | 第3航空隊副長          |
| 6    | 森竹賢全   | 第5航空群第5航空隊 | 2011.01.31 - 2011.06.14 | 第5航空隊副長          |
| 7    | 江藤浩之   | 第2航空群第2航空隊 | 2011.06.07 - 2011.10.14 | 第2航空隊副長          |
| 8    | 飯塚一三   | 第1航空群第1航空隊 | 2011.10.05 - 2012.02.08 | 第1航空隊副長          |
| 9    | 向井 強    | 第4航空群第3航空隊 | 2012.01.30 - 2012.06.13 | 第3航空隊副長          |
| 10   | 敷嶋 章    | 第5航空群第5航空隊 | 2012.06.04 - 2012.10.17 |                        |
| 11   | 森脇 仁    | 第2航空群第2航空隊 | 2012.10.05 - 2013.02.08 | 第2航空隊副長          |
| 12   | 木下 章    | 第1航空群第1航空隊 | 2013.01.29 - 2013.06.15 |                        |
| 13   | 山形文則   | 第4航空群第3航空隊 | 2013.06.05 - 2013.10.18 |                        |
| 14   | 伊藤進吾   | 第5航空群第5航空隊 | 2013.10.09 - 2014.02.14 |                        |
| 15   | 淺沼弘巳   | 第2航空群第2航空隊 | 2014.02.05 - 2014.06.19 |                        |
| 16   | 大内研治   | 第1航空群第1航空隊 | 2014.06.09 - 2014.10.17 |                        |
| 17   | 草野信也   | 第4航空群第3航空隊 | 2014.10.01 - 2015.02.22 | 2等海佐                |
| 18   | 菊地秀雄   | 第5航空群第5航空隊 | 2015.02.02 - 2015.05.14 |                        |
| 19   | 本村雅久   | 第2航空群第2航空隊 | 2015.04.28 - 2015.08.11 |                        |
| 20   | 北原浩一   | 第1航空群第1航空隊 | 2015.07.27 - 2015.11.13 |                        |
| 21   | 菊地秀雄   | 第5航空群第5航空隊 | 2015.10.28 - 2016.02.18 |                        |
| 22   | 本村雅久   | 第2航空群第2航空隊 | 2016.02.01 - 20160.5.13 |                        |
| 23   | 川畑信一   | 第1航空群第1航空隊 | 2016.04.27 - 2016.08.12 |                        |
| 24   | 阿部直樹   | 第5航空群第5航空隊 | 2016.07.27 - 2016.11.11 | 2等海佐                |
| 25   | 坪倉大吾   | 第2航空群第2航空隊 | 2016.10.26 - 2017.02.19 | 2等海佐                |
| 26   | 三澤一仁   | 第1航空群第1航空隊 | 2017.01.23 - 2017.05.14 | 2等海佐                |
| 27   | 長尾英樹   | 第5航空群第5航空隊 | 2017.04.28 - 2017.08.09 | 2等海佐                |
| 28   | 鎌倉正幸   | 第2航空群第2航空隊 | 2017.07.25 - 2017.10.27 | 2等海佐                |
| 29   | 臼井洋太郎 | 第1航空群第1航空隊 | 2017.10.18 - 2018.02.04 | 2等海佐                |
| 30   | 佐野浩之   | 第5航空群第5航空隊 | 2017.01.15 - 2018.05.03 | 2等海佐                |
| 31   | 高橋英樹   | 第2航空群第2航空隊 | 2018.04.19 - 2018.08.08 | 2等海佐                |
| 32   | 長谷川裕介 | 第5航空群第5航空隊 | 2018.07.26 - 2018.10.25 | 2等海佐                |
| 33   | 栗下明彦   | 第2航空群第2航空隊 | 2018.10.12 - 2019.01.30 | 2等海佐                |
| 34   | 赤松真次   | 第5航空群第5航空隊 | 2019.01.23 - 2019.04.27 | 2等海佐                |
| 35   | 安納藤嘉   | 第2航空群第2航空隊 | 2019.04.12 - 2019.07.25 | 2等海佐                |
| 36   | 大原浩史   | 第5航空群第5航空隊 | 2019.07.12 - 2019.10.19 | 2等海佐                |
| 37   | 米田一則   | 第2航空群第2航空隊 | 2019.10.02 - 2020.01.24 | 2等海佐                |
| 38   | 稲生修一   | 第5航空群第5航空隊 | 2020.01.11 - 2020.07.09 | 2等海佐                |
| 39   | 天沼知之   | 第2航空群第2航空隊 | 2020.06.18 - 2020.10.11 | 2等海佐                |
| 40   | 市川明伯   | 第5航空群第5航空隊 | 2020.09.07 - 2020.12.09 | 2等海佐                |
| 41   | 戸高祐明   | 第2航空群第2航空隊 | 2020.11.25 - 2021.02.25 | 2等海佐                |
| 42   | 清水要平   | 第5航空群第5航空隊 | 2021.02.12 - 2021.05.14 | 2等海佐                |
| 43   | 西宮友樹   | 第2航空群第2航空隊 | 2021.04.24 - 2021.08.03 | 2等海佐                |
| 44   | 濱川 翔    | 第5航空群第5航空隊 | 2021.07.08 - 2021.10.09 | 2等海佐                |
| 45   | 中川蔵太   | 第2航空群第2航空隊 | 2021.09.27 - 2021.12.13 | 2等海佐                |
| 46   | 屋宜純平   | 第5航空群第5航空隊 | 2021.12.07 - 2022.03.06 | 2等海佐                |
| 47   | 西宮友樹   | 第2航空群第2航空隊 | 2022.02.22 - 2022.05.31 | 2等海佐                |
| 48   | 松川広司   | 第5航空群第5航空隊 | 2022.05.24 - 2022.08.22 | 2等海佐                |
| 49   | 吉留章友   | 第2航空群第2航空隊 | 2022.08.15 - 2022.11.15 | 2等海佐                |
| 50   | 平川元気   | 第5航空群第5航空隊 | 2022.11.08 - 2023.02.06 | 2等海佐                |
| 51   | 川村智也   | 第2航空群第2航空隊 | 2023.01.30 - 2023.05.03 | 2等海佐                |
| 52   | 出口晶一   | 第5航空群第5航空隊 | 2023.04.25 - 2023.10.15 | 2等海佐                |
| 53   | 斎藤啓一郎 | 第2航空群第2航空隊 | 2023.10.07 - 2024.03.12 | 2等海佐                |
| 54   | 澤畑祐太   | 第5航空群第5航空隊 | 2024.03.05 - 2024.08.09 | 2等海佐                |
| 55   | 髙橋慶多   | 第2航空群第2航空隊 | 2024.07.30 - 2024.12.21 | 2等海佐                |
| 56   | 長洋介     | 第5航空群第5航空隊 | 2024.12.13 - 2025.05.25 | 2等海佐                |
| 57   | 松本光一   | 第2航空群第2航空隊 | 2025.05.13 -            | 2等海佐                |

## 活動拠点
水上部隊はアデン湾周辺国のジブチ港（ジブチ）、アデン港（イエメン）、サラーラ港（オマーン）を活動拠点とする。

当初、航空隊はジブチ国際空港に隣接するアメリカ軍キャンプ・レモニエを拠点にしており、哨戒機は空港内に駐機していた。しかし駐機場まで移動に時間がかかり、夏には気温が50度を超える炎天下で整備を行っていたため、ジブチ政府から空港内の12ヘクタールを借りて整備用格納庫、宿舎、駐機場などを整備することになった。2011年6月1日には、自衛隊初の恒久的な海外施設となる基地が開設された。

## 各所の反応
- 内閣府が行った世論調査によれば、自衛隊による海賊対策を肯定的に考えている人は63.2%で、否定的な見方は29.1%だった。調査は1月15日から25日に成人男女3000人を対象に実施された[151]。
- 海上自衛隊の護衛艦による警護を希望する船舶は、約2600隻。これは、アデン湾を航行する日本関係船の年間隻数にほぼ匹敵する[152]。
- 2009年5月11日から13日にかけて「さみだれ」と「さざなみ」はピースボートの船舶を護衛している[153]。ピースボートは自衛隊による海賊対策派遣を強く非難しているが、この時の護衛については「主張とは別に参加者の安全が第一」と述べている[154][153]。このようなピースボート側の対応について、一部からは「ダブルスタンダード」「二枚舌」などの非難がある[155][153]。
- 国際海事機関（IMO）の勇敢賞を海賊対処部隊が他国部隊と同時に受賞[156][157]。
- 2013年12月17日、アメリカ海軍の第5艦隊ミラー司令官は、海上自衛隊の活動について「最大限の貢献をしている」と評価した[158]。

## 殉職者
以下の殉職者が発生している。
- 2010年6月9日、護衛艦「ゆうぎり」艦内で、トイレの下にある屎尿処理タンクで発生した硫化水素が個室内に逆流し、3等海曹の隊員1名が中毒死した[159]。
- 2012年10月15日、護衛艦「ゆうぎり」の射撃担当乗員の海士長が、アデン湾の寄港地で上陸中に海水浴で溺れて死亡した[160]。